# ソンクラー港
ソンクラー港 （タイ語:ท่าเรือสงขลา、英語：Songkhla Port) は、タイ南部ソンクラー県にあるタイ王国の代表的な港湾。

## 概要
ソンクラー港は、1988年に開港した国際貿易港である。民間会社チャオプラヤー・ターミナル・インターナショナル社が開港時から委託運営している。年間最大取引能力はコンテナ16万TEU、貨物600,000トン。2008年のコンテナ取扱量は14万TEUであり、限界に近づいている。そのため拡張計画も進められている。
深海港ではあるものの港内の水深は浅く、2万DWT以上、7.5m水深以上の船舶は入港できない。海からの港へ進入するためには、幅120m、水深9m、全長4kmの狭隘な進入路を通る必要がある。港の西部には300m直径の旋回用の船溜がある。
さらに漂礫礫土の港への進入も問題であり、同港の名目水深7.2mを維持するためにさえ定期的な浚渫が必要である。その防止の為に導流堤も建設されている。

## 所在地
- ソンクラー県 シンハナコーン郡 ソンクラー湖河口。
  - バンコクから南南西950km
  - ハートヤイから30km
  - ハートヤイ国際空港から50km
  - ソンクラー県南部工業団地から47km

## 施設
同港の敷地面積10ヘクタール。3箇所のバースを持つ。三バースの総延長は510m。
1. 一般貨物船用-180m
2. 一般貨物船用-175m
3. コンテナ船用-155m

さらにコンテナヤード5万m2、トランジット倉庫6,720m2、タグボート二隻（1600馬力）がある。

## 貨物状況
主に輸出目的に用いられており、輸出品は冷凍海産品、缶詰、家具である。輸入品は冷凍マグロ、機器類である。

## マレー半島横断輸送路計画
ドバイのドバイワールド社の『パークバーラー・ソンクラー・ランドブリッジ（半島横断路）計画』において、タイ湾側の同港から、車で3時間の距離にあるアンダマン海側のサトゥーン県ラグー郡パークバーラー港（ท่าเทียบเรือปากบารา）に抜けるマレー半島を横断する貨物輸送ルートの整備が計画された。しかし、折からの不況により実施が危ぶまれている。